# Radikalizáció
A radikalizáció (vagy radikalizálódás) olyan folyamat, amelynek során az egyén vagy a csoport egyre inkább szélsőséges politikai, társadalmi vagy vallási eszméket és törekvéseket fogad el, amelyek elutasítják vagy aláássák a status quo-t, vagy aláássák a nemzet mai elképzeléseit és kifejezéseit. A radikalizálódás kimeneteleit a társadalom eszméi alakítják: például a radikalizmus a társadalom progresszív, fejlődést támogató változásai vagy a társadalom változásának vágya miatt kialakuló széles társadalmi konszenzusból eredhet. A radikalizálódás lehet erőszakos vagy erőszakmentes, bár a legtöbb tudományos irodalom az erőszakos szélsőségesség radikalizálódására (radicalization into violent extremism – RVE) összpontosít.
A radikalizálódás folyamatának többféle útvonala van, amelyek függetlenek lehetnek, de általában kölcsönösen megerősítik egymást. Ráadásul, mivel megnehezíti a radikális csoport számára, hogy összekapcsolódjon a nem radikális társadalmakkal, és részt vegyen egy modern nemzetgazdaságban, a radikalizálódás egyfajta szociológiai csapdává válik, amely elszigeteli a radikális csoportot, és nem ad más lehetőséget fizikai és lelki szükségleteik kielégítésére, mint a még radikálisabb fellépés. 

## Fordítás
Ez a szócikk részben vagy egészben  a   Radicalization című angol Wikipédia-szócikk ezen változatának fordításán alapul.  Az eredeti cikk szerkesztőit annak laptörténete sorolja fel. Ez a jelzés csupán a megfogalmazás eredetét és a szerzői jogokat jelzi, nem szolgál a cikkben szereplő információk forrásmegjelöléseként.